# Model theta

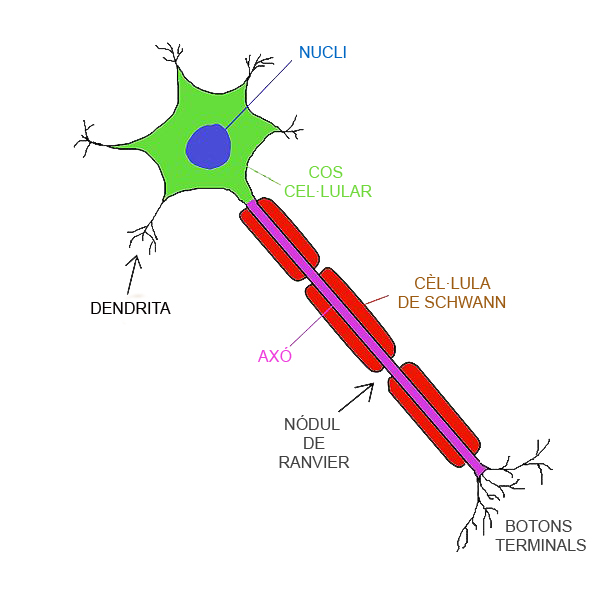
Representació esquemàtica de l'estructura d'una neurona

El model theta, o model canònic d'Ermentrout–Kopell, és un model de neurona biològic desenvolupat originalment per modelar neurones a l'animal Aplysia, i posteriorment utilitzat en diversos camps de la neurociència computacional. El model és especialment adequat per descriure l'esclat de neurones, que són oscil·lacions ràpides del potencial de membrana d'una neurona interrompuda per períodes de relativament poca oscil·lació. Les ràfegues es troben sovint a les neurones responsables de controlar i mantenir els ritmes estables. Per exemple, la respiració està controlada per una petita xarxa de neurones que esclaten al tronc cerebral. De les tres classes principals de neurones que esclaten (esclat d'ona quadrada, explosió parabòlica i explosió el·líptica), el model theta descriu l'esclat parabòlic. La ruptura parabòlica es caracteritza per una sèrie de ràfegues que estan regulades per una oscil·lació externa més lenta. Aquesta oscil·lació lenta canvia la freqüència de l'oscil·lació més ràpida de manera que la corba de freqüència del patró de ràfega s'assembla a una paràbola.
Al document original, el model consta d'una variable ràpida i un nombre arbitrari de variables lentes, on la variable ràpida descriu la tensió de membrana d'una neurona i la variable (s) lenta (s) permet que el potencial de la membrana passi entre els estats d'espiga i quiescent. No obstant això, el model theta, com es coneix popularment, consisteix només en una variable ràpida amb totes les variables lentes substituïdes per una funció escalar constant o dependent del temps. En canvi, el model Hodgkin-Huxley consta de quatre variables d'estat (una variable de tensió i tres variables de porta) i el model de Morris-Lecar està definit per dues variables d'estat (una variable de tensió i una variable de porta). La variable d'estat únic del model theta i les equacions elegantment senzilles que governen el seu comportament permeten solucions analítiques o de forma tancada (incloent una expressió explícita per a la corba de resposta de fase). La dinàmica del model té lloc en el cercle unitari, i es regeix per dues funcions cosinus i una funció d'entrada de valor real.
Els models similars inclouen el model d'integració quadràtica i foc (QIF), que es diferencia del model theta només per un canvi de variables i el model de Plant, que consisteix en d'equacions de tipus Hodgkin-Huxley i també es diferencia del model theta per una sèrie de transformacions de coordenades. Malgrat la seva senzillesa, el model theta ofereix prou complexitat en la seva dinàmica que s'ha utilitzat per a una àmplia gamma d'investigacions teòriques en neurociència així com en investigacions més enllà de la biologia, com en la intel·ligència artificial.

## Característiques del model
És possible descriure una multitud de cèl·lules d'explosió parabòliques derivant un model matemàtic simple, anomenat model canònic. La derivació del model canònic d'Ermentrout i Kopell comença amb la forma general d'explosió parabòlica, i es fixarà la notació per aclarir la discussió. Les cartes {\displaystyle f}, {\displaystyle g}, {\displaystyle h}, {\displaystyle I} estan reservats per a funcions; {\displaystyle x}, {\displaystyle y}, {\displaystyle \theta } per a variables d'estat; {\displaystyle \varepsilon }, {\displaystyle p}, i q per escalars.
En el següent sistema generalitzat d'equacions per a l'explosió parabòlica, els valors de {\displaystyle f} descriure el potencial de membrana i els canals iònics, típics de molts models de neurones biològiques basats en conductància. Les oscil·lacions lentes estan controlades per {\displaystyle h}, i finalment descrit per {\displaystyle y} . Aquestes oscil·lacions lentes poden ser, per exemple, fluctuacions lentes de la concentració de calci dins d'una cèl·lula. La funció {\displaystyle g} parelles {\displaystyle {\dot {y}}} a {\displaystyle {\dot {x}}}, permetent així el segon sistema, {\displaystyle {\dot {y}}}, per influir en el comportament del primer sistema, {\displaystyle {\dot {x}}} . En termes més succints, "{\displaystyle x} genera les punxes i {\displaystyle y} genera les ones lentes". Les equacions són:
{\displaystyle {\dot {x}}=f(x)+\varepsilon ^{2}g(x,y,\varepsilon ),}
{\displaystyle {\dot {y}}=\varepsilon h(x,y,\varepsilon ),}
on {\displaystyle x} és un vector amb {\displaystyle p} entrades (és a dir {\displaystyle x\in \mathbb {R} ^{p}} ), {\displaystyle y} és un vector amb {\displaystyle q} entrades (és a dir {\displaystyle y\in \mathbb {R} ^{q}} ), {\displaystyle \varepsilon } és petit i positiu, i {\displaystyle f}, {\displaystyle g}, {\displaystyle h} són suaus (és a dir, infinitament diferenciables). Calen restriccions addicionals per garantir l'explosió parabòlica. Primer, {\displaystyle {\dot {x}}=f(x)} ha de produir un cercle en l'espai de fases que és invariant, és a dir, no canvia sota determinades transformacions. Aquest cercle també s'ha d'atraure {\displaystyle \mathbb {R} ^{2}} amb un punt crític situat a {\displaystyle x=0} . El segon criteri requereix que quan {\displaystyle {\dot {y}}=h(0,y,0)}, existeix una solució de cicle límit estable. Aquests criteris es poden resumir en els punts següents:
1. Quan {\displaystyle \varepsilon =0}, {\displaystyle {\dot {x}}=f(x)} "té un cercle invariant atractiu amb un únic punt crític", amb el punt crític situat a {\displaystyle x=0}, i
2. Quan {\displaystyle x=0}, {\displaystyle {\dot {y}}=h(0,y,0)} té una solució de cicle límit estable.[3]

El model theta es pot utilitzar en lloc de qualsevol model d'explosió parabòlica que compleixi els supòsits anteriors.

## Aplicacions
Intel·ligència artificial: regla d'aprenentatge de descens del gradient més pronunciat, El model theta també es pot aplicar a la investigació més enllà de l'àmbit de la biologia. McKennoch et al. (2008) van derivar una regla d'aprenentatge de descens del gradient més pronunciat basada en la dinàmica de la neurona theta. El seu model es basa en el supòsit que "la dinàmica intrínseca de les neurones és suficient per aconseguir una codificació temporal consistent, sense necessitat d'implicar la forma precisa dels corrents postsinàptics..." al contrari de models similars com SpikeProp i Tempotron, que depenen molt de la forma. del potencial postsinàptic (PSP). La xarxa theta multicapa no només podia funcionar tan bé com l'aprenentatge de Tempotron, sinó que la regla va entrenar la xarxa theta multicapa per realitzar certes tasques que ni SpikeProp ni Tempotron eren capaços.